# Wettinia
Wettinia ist eine Pflanzengattung innerhalb der Familie der Palmengewächse (Arecaceae). Die etwa 22 Arten sind von Panama bis ins tropische Südamerika verbreitet.

## Beschreibung

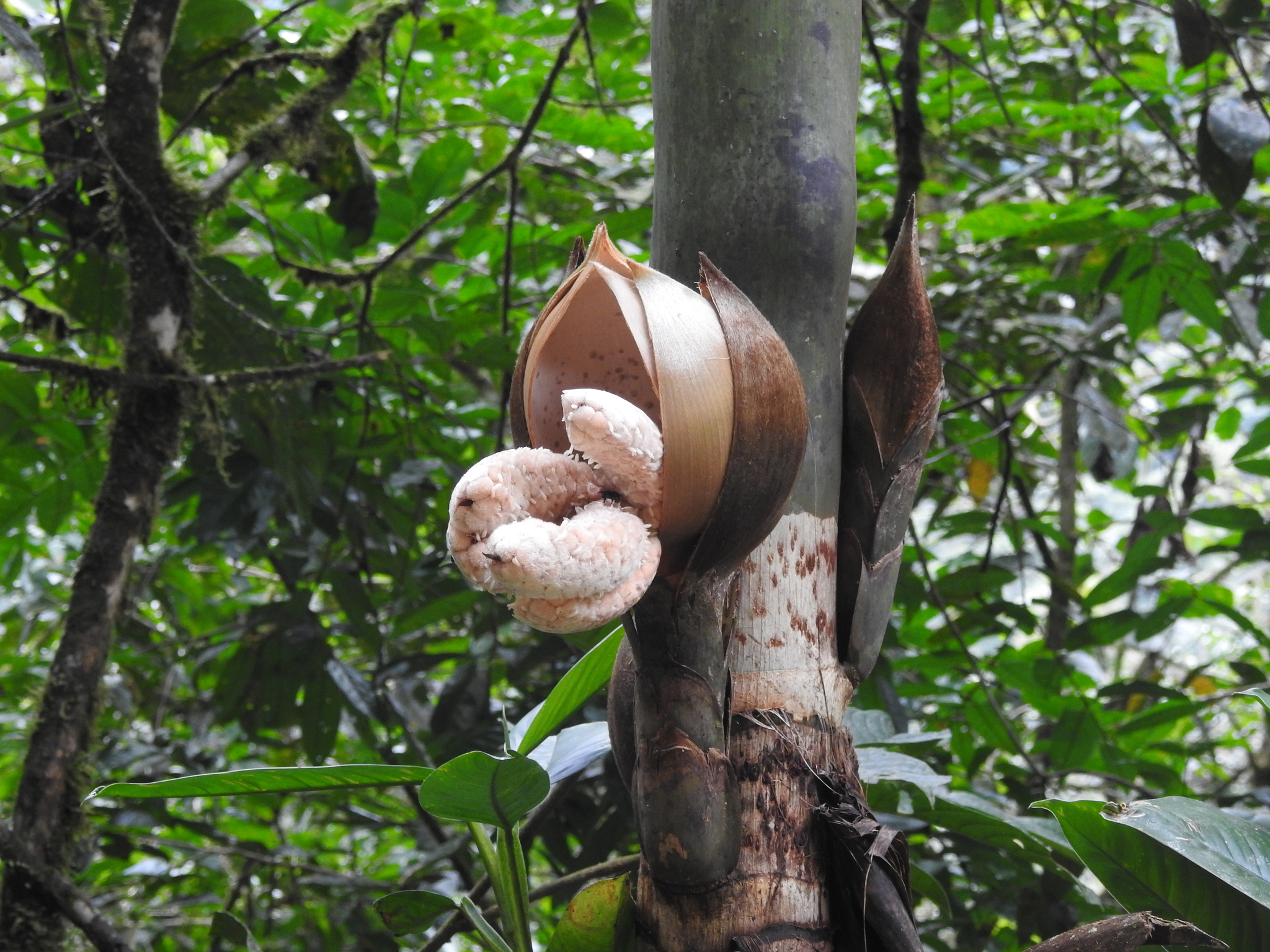
Blütenstand von Wettinia maynensis

### Habitus
Wettinia-Arten sind einzel- bis mehrstämmige, schlanke, unbewehrte, baumförmige Palmen. Der Stamm ist aufrecht und trägt auffällige Ringe von Blattnarben. An der Stammbasis trägt er einen Kegel aus Stelzwurzeln, die ihrerseits mit kleinen, scharfen Seitenwurzeln besetzt sind.

### Blätter
Die Krone besteht aus relativ wenigen Blättern. Sie stehen in spiraliger Anordnung, seltener in zwei Reihen (distich). Die Blätter sind gefiedert und hinterlassen beim Blattfall eine glatte Narbe, selten verbleiben sie abgestorben an der Pflanze (Marzeszenz). Die Blattscheiden bilden einen deutlich ausgebildeten Kronschaft. Der Blattstiel ist eher kurz. Es gibt zwei Typen von Fiederblättchen. Der erste Typ ist ungeteilt, länglich, asymmetrisch und im Umriss schmal elliptisch. Der proximale Blattrand ist auf zwei Dritteln seiner Länge ganzrandig, dann gezähnt. Der distale Rand ist auf einem Viertel ganzrandig und dann gezähnt. Die Rippen sind auffällig, die Mittelrippe reicht von der Basis bis zum Blattrand. Der andere Typ ist ähnlich, hat aber gedrungenere Rippen, und er ist zwischen den Rippen bis zum Grund in mehrere Segmente gespalten, die in mehreren Ebenen stehen und dem ganzen Blatt ein fiederiges Aussehen verleihen.

### Blütenstände
Wettinia-Arten sind einhäusig getrenntgeschlechtig (monözisch) und blühen mehrmals.
Die Blütenstände sind eingeschlechtig und stehen unter den Blättern (infrafoliar). An einem Knoten stehen drei bis acht, selten bis 15 Blütenstände, die zentrifugal reifen. Der zentrale Blütenstand ist weiblich oder männlich, die seitlichen stets männlich. Manchmal steht auch nur ein Blütenstand im Knoten durch Absterben der akzessorischen Knospen. Die Blütenstände sind Ähren oder einfach verzweigt. Der Blütenstandsstiel ist ausgeprägt, und kürzer als bis etwa gleich lang wie die Blütenstandsachse. Das Vorblatt ist kurz, röhrig, zweikielig, abgerundet, nicht abgeflacht, apikal offen. Die distalen Hochblätter sind wesentlich länger, röhrig, geschnäbelt und schließen den Blütenstand ein. Sie reißen längs auf. Vorblatt und alle Hochblätter am Blütenstandsstiel sind ledrig und verbleiben bis weit in die Fruchtreife an der Pflanze.
Blütenstandsachse und Seitenachsen sind im Knospenstadium häufig eingerollt. Im Blühstadium sind die Seitenachsen (Rachillae) abstehend oder hängend. An ihnen sind die Blüten spiralig angeordnet.

### Blüten
Die Blüten sind zur Anthese weiß bis cremefarben und stehen sehr dicht.
Die männlichen Blüten stehen dicht gedrängt in tragblattlosen Paaren oder einzeln. Sie öffnen sich, während der ganze Blütenstand sich noch im Knospenstadium befindet. Die drei (selten vier) Kelchblätter sind kurz verwachsen oder getrennt, schmal-dreieckig und klein. Die Kronblätter sind deutlich länger, es gibt drei (selten vier), sie sind schmal dreieckig und gerade oder an der Spitze hakig. An der Basis sind sie klappig (valvat). Es gibt 6 bis 20 Staubblätter. Ihre Staubfäden sind kurz und schlank, die Staubbeutel sind basifix, aufrecht, länglich und öffnen sich latrors. Ein Stempelrudiment fehlt oder ist sehr klein und dreilappig.
Der Pollen ist ellipsoidisch und bisymmetrisch. Die Keimöffnung ist ein distaler Sulcus. Die längste Achse ist 43 bis 50 Mikrometer lang.
Die weiblichen Blüten öffnen sich ebenfalls schon, während der Blütenstand noch im Knospenstadium ist. Sie sind durch die dichte Packung asymmetrisch. Sie stehen meist mit zwei verkümmerten männlichen Blüten zusammen. Sie haben drei (selten vier) Kelchblätter. Diese sind imbricat oder getrennt, oder an der Basis kurz verwachsen. Sie sind deltoid oder länglich dreieckig. Die drei (selten vier) Kronblätter sind ähnlich, aber länger und breiter als die Kelchblätter. Es gibt sechs kleine, zahnartige oder fehlende Staminodien. Das Gynoeceum besteht aus ein bis drei haarigen bis rauen fertilen Karpellen und null bis zwei abortiven Karpellen. Der Griffel steht basal oder apikal, ist kurz bis lang, sowie kahl oder behaart. Es gibt drei lange, große Narbe. Die Samenanlagen stehen seitlich an der Basis des Karpells und sind anatrop.

### Früchte und Samen
Die Frucht entsteht aus einem, selten aus zwei Karpellen. Die Früchte stehen meist dicht gedrängt. Sie enthalten einen Samen. Sie sind prismenförmig, unregelmäßig, ellipsoidisch oder kugelig. Narbenreste stehen basal. Das Exokarp ist fein geraut, weich behaart, kann auch warzig oder mit geraden bis gebogenen Stacheln besetzt sein. Das Mesokarp ist körnig, mit einer äußeren Schicht von Sklereiden, darunter liegt eine Schicht von tanninhaltigen Zellen und Fasern. Das Endokarp ist sehr dünn. Der Samen ist ellipsoidisch oder fast kugelig. Manchmal ist er in eine gelatine-artige Masse eingebettet. Das Endosperm ist homogen oder ruminat.

## Vorkommem
Wettinia-Arten kommen in Panama, Kolumbien, Peru, im westlichen Brasilien und in Ecuador vor. Ihre höchste Artenvielfalt erreicht die Gattung in Kolumbien, westlich der Anden im Departamento del Chocó.
Sie kommt nur im immerfeuchten tropischen Regenwald vor in tiefen bis mittleren Höhenlagen.

## Systematik
Die Gattung Wettinia wurde 1837 von Stephan Friedrich Ladislaus Endlicher in Genera plantarum secundum ordines naturales disposita, Seite 243 aufgestellt. Endlicher übernahm den Namen von Eduard Friedrich Poeppig. Der Name Wettinia wurde zu Ehren von König Friedrich August von Sachsen (1750–1827) aus dem Hause der Wettiner gewählt.
Die Gattung Wettinia gehört zur Tribus Iriarteeae in der Unterfamilie Arecoideae innerhalb der Familie Arecaceae. Die Verwandtschaftsbeziehungen innerhalb der Tribus sind nicht geklärt. Drei Untersuchungen kamen zu jeweils widersprüchlichen Ergebnissen. Die Monophylie der Gattung wurde noch nicht untersucht (Stand 2008).
Es gibt etwa 22 Arten:
- Wettinia aequalis (O.F.Cook & Doyle) R.Bernal: Sie kommt von Panama bis zum westlichen Ecuador vor.[2]
- Wettinia aequatorialis R.Bernal: Sie kommt im südöstlichen Ecuador vor.[2]
- Wettinia anomala (Burret) R.Bernal: Sie kommt vom südlichen Kolumbien bis zum nördlichen Ecuador vor.[2]
- Wettinia augusta Poepp. & Endl.: Sie kommt vom südöstlichen Kolumbien bis zum nördlichen Bolivien vor.[2]
- Wettinia castanea H.E.Moore & J.Dransf.: Sie kommt im nordwestlichen Kolumbien vor.[2]
- Wettinia disticha (R.Bernal) R.Bernal: Sie kommt im westlichen Kolumbien vor.[2]
- Wettinia donosoensis De Gracia & Grayum: Sie wurde 2017 aus Panama erstbeschrieben.[2]
- Wettinia drudei (O.F.Cook & Doyle) A.J.Hend.: Sie kommt von Kolumbien bis zum nördlichen Peru und nördlichen Brasilien vor.[2]
- Wettinia fascicularis (Burret) H.E.Moore & J.Dransf.: Sie kommt von Kolumbien bis zum nördlichen Ecuador vor.[2]
- Wettinia hirsuta Burret: Sie kommt in Kolumbien vor.[2]
- Wettinia kalbreyeri (Burret) R.Bernal: Sie kommt in Kolumbien und Ecuador vor.[2]
- Wettinia lanata R.Bernal: Sie kommt im westlichen Kolumbien vor.[2]
- Wettinia longipetala A.H.Gentry: Sie kommt in Peru vor.[2]
- Wettinia maynensis Spruce: Sie kommt vom südlichen Kolumbien bis Peru vor.[2]
- Wettinia microcarpa (Burret) R.Bernal: Sie kommt im nordöstlichen Kolumbien vor.[2]
- Wettinia minima R.Bernal: Sie kommt in Ecuador vor.[2]
- Wettinia oxycarpa Galeano & R.Bernal: Sie kommt vom westlichen Kolumbien bis zum nordwestlichen Ecuador vor.[2]
- Wettinia panamensis R.Bernal: Sie kommt in Panama vor.[2]
- Wettinia praemorsa (Willd.) Wess.Boer: Sie kommt von Kolumbien bis Venezuela vor.[2]
- Wettinia quinaria (O.F.Cook & Doyle) Burret: Sie kommt vom westlichen Kolumbien bis zum nordwestlichen Ecuador vor.[2]
- Wettinia radiata (O.F.Cook & Doyle) R.Bernal: Sie kommt vom östlichen Panama bis zum westlichen Kolumbien vor.[2]
- Wettinia verruculosa H.E.Moore: Sie kommt vom südwestlichen Kolumbien bis zum nordwestlichen Ecuador vor.[2]